# Histoire de la préfecture autonome tibétaine de Garzê
Cet article présente les faits saillants de l'histoire de la préfecture autonome tibétaine de Garzê.
La préfecture autonome tibétaine de Garzê (甘孜藏族自治州 ; pinyin : Gānzī zàngzú Zìzhìzhōu ; tibétain : དཀར་མཛེས་བོད་རིགས་རང་སྐྱོང་ཁུལ་ ; translittération Wylie : dkar mdzes bod rigs rang skyong khul) est une division administrative du nord-ouest de la province du Sichuan en Chine. Son chef-lieu est le xian de Kangding. La préfecture autonome tibétaine de Garzê faisait partie de l'ancienne province tibétaine du Kham.

## L'influence mongole
Au XVIIe siècle, l’armée mongole aida le 5e dalaï lama à unifier le Tibet, en particulier en convertissant les royaumes du Kham à la tradition Gelugpa et en plaçant sous l’autorité du dalaï lama la région de Gartzé qui fut divisée en 5 principautés horpa. Deux dzongs furent construits à cette époque à Gartzé à proximité de la Dza-chu (Yarlung). L’un d’entre eux fut ultérieurement occupé et transformé en caserne par les troupes de Chao Er-Feng. Ces 2 dzongs ont été détruits.

## Royaume de Dergé
La région de Dergé (actuel Xian de Dêgê) abrita le Royaume de Dergé un des plus importants de tous les royaumes du Kham. Ce royaume a conservé son indépendance jusqu'en 1865, passant alors temporairement sous le contrôle du pouvoir central de Lhassa, avant de retrouver son autonomie à la fin du XIXe siècle. Le XXe siècle fut beaucoup plus agité : successivement intégré à la Chine jusqu'en 1918, à la suite de son occupation par les armées du seigneur de guerre Zhao Erfeng, puis sujet à des luttes intestines entre clans, il se retrouva finalement rattaché à la République populaire après l'invasion du Tibet par l'armée populaire de libération (1950–1951).
C'est au XVe siècle que le roi Lodro Tobten fit bâtir le monastère de Lhundrupteng (ou monastère de Derge Gonchen). Selon la tradition, Thangtong Gyelpo aurait consacré le site de construction en 1448, après une période de méditation dans une grotte située dans la falaise sur la rive opposée de la rivière ; cette grotte est encore aujourd'hui un lieu de pèlerinage.

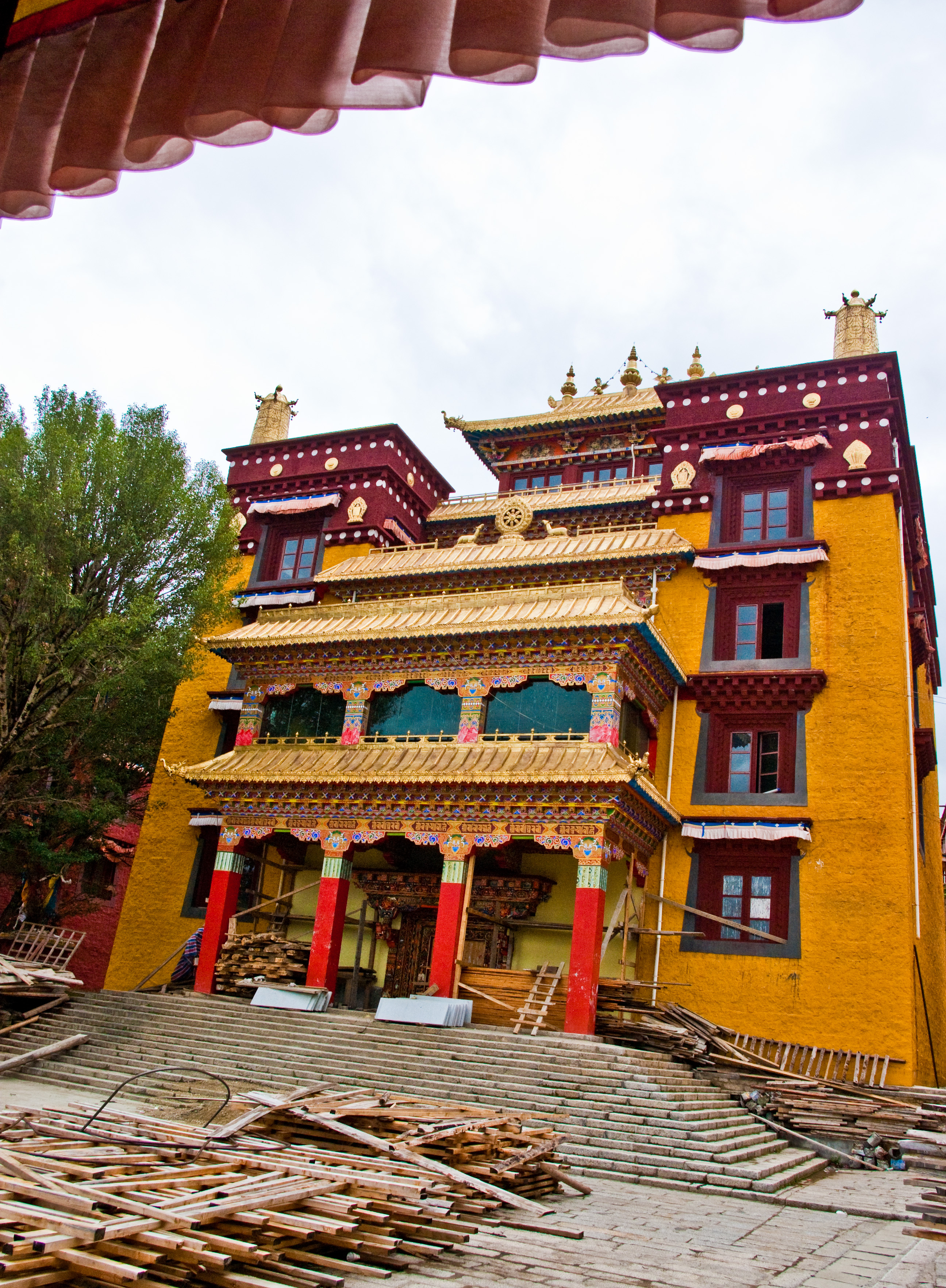
Vue du monastère de Litang en 2009

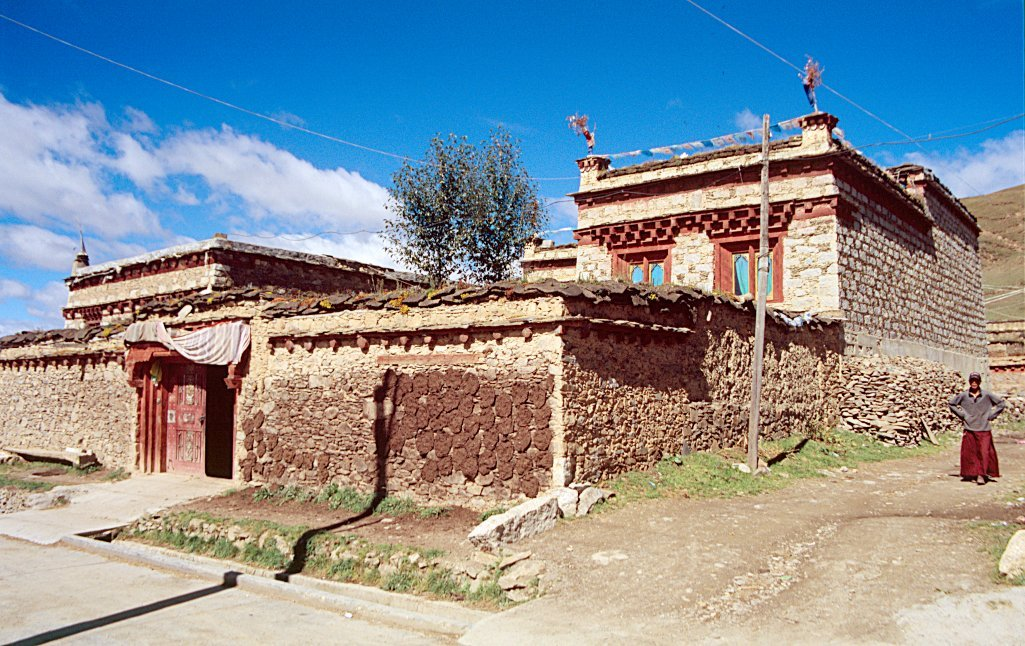
Maison tibétaine à Litang

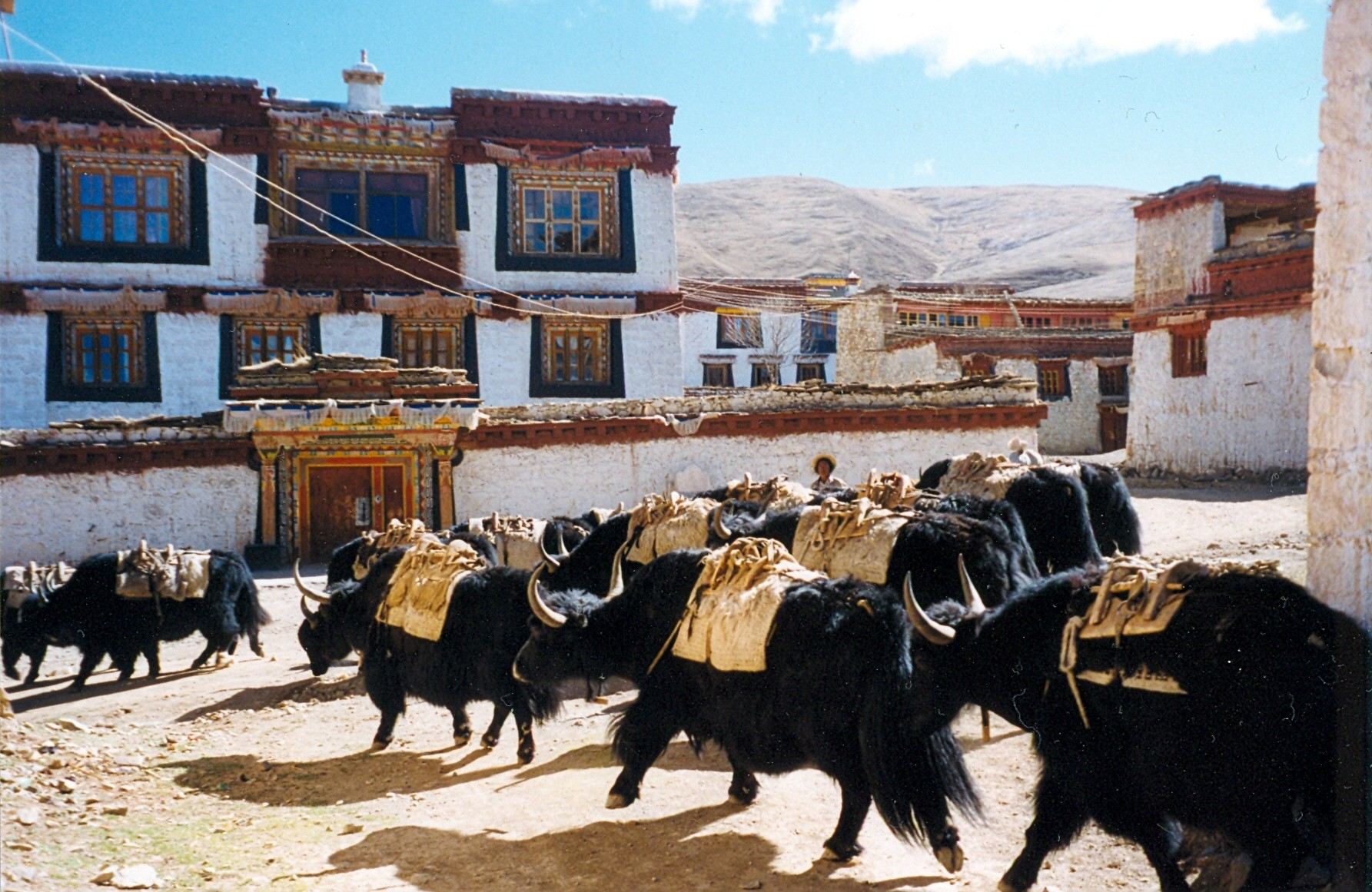
Yaks dans une ruelle du monastère Ganden Thubchen Choekhorling

## La province de Xikang
Kangding le chef lieu de la préfecture autonome tibétaine de Garzê a été la capitale de la province du Xikang de 1939 à 1945.
En 1905, alors que l'empire mandchou était dans son déclin, les frères Zhao Erfeng et Zhao Erxun, seigneurs de guerre chinois, se partagèrent la tâche de découper le Tibet en différentes régions administratives. L'Amdo et le Kham devinrent les provinces du Qinghai et du Xikang. D'abord « district administratif spécial », le Xikang devint officiellement une province en 1939. Jusqu'en 1950, sa capitale a été la ville de Kangding, et son gouverneur le seigneur de la guerre Liu Wenhui.
Dans la réalité, le contrôle chinois ne portait que sur le Kham oriental, les Tibétains contrôlant le Kham occidental (région de Qamdo), le fleuve Yangzi constituant alors la frontière de fait entre Chine et Tibet.
Pendant cette période, la région contrôlée par Liu Wenhui devint un centre important de production d'opium.
En 1950, après la défaite du Kuomintang face au Parti communiste chinois dans la guerre civile chinoise, la province fut amputée du territoire de Qamdo, officialisant ainsi la situation antérieure, et sa capitale transférée à Ya'an. La province ainsi réduite disparut en 1955, lors de l'intégration du Kham oriental à la province du Sichuan ; quant au territoire de Qamdo, il fut rattaché en tant que préfecture de Qamdo à la région autonome du Tibet lors de sa création en 1965.

## Monastère de Litang
Le monastère de Litang est construit en 1560, et a été fondé par Sonam Gyatso, 3e dalaï-lama (et premier à recevoir ce titre), vers la même époque que le monastère de Kumbum.
Utilisé par la résistance tibétaine, le monastère de Litang fut assiégé pendant 2 mois par l’armée chinoise avant d’être bombardé et totalement détruit le 1er juin 1956. Des centaines de moines et de nonnes ont été achevées après les pires supplices, certains ont été enterrés vivants dans des fosses communes. Une délégation tibétaine envoyée par Tenzin Gyatso, 14e dalaï-lama en 1980 à la demande du gouvernement chinois ne trouva à son emplacement que ruines et cendres.

## Époque contemporaine
En 2007, les autorités chinoises engage une campagne d’éducation patriotique dans l’ensemble de la préfecture tibétaine de Ganzi pour obliger les moines dans les différents monastères à dénoncer le dalaï-lama .
En novembre 2011, le 14e dalaï-lama a dénoncé le génocide culturel au Tibet mené par la Chine comme étant à l'origine de la vague d'immolations de Tibétains. En effet, onze moines et nonnes se sont immolés en 2011 dans la région du monastère de Kirti dans la préfecture autonome tibétaine et qiang de Ngawa et dans la préfecture autonome tibétaine de Garzêau Sichuan et au moins sept d'entre eux sont décédés.